# آندرولا هنریکس

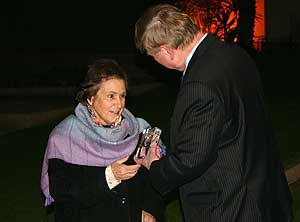
دریافت جایزه در سال ۲۰۱۰

آندرولا هنریکس (انگلیسی: Androula Henriques؛ زادهٔ ۱ ژانویهٔ ۲۰۰۰) اهل قبرس، فعال سیاسی است که علیه قاچاق انسان فعالیت می‌کند.
وی همچنین برندهٔ جوایزی همچون جایزه بین‌المللی زنان شجاع شده‌است.